# خالد زيادة
خالد زيادة (1952م) هو كاتب ومفكر وباحث وأستاذ جامعي لبناني، شغل منصب سفير لبنان في جمهورية مصر العربية والمندوب الدائم لدى جامعة الدول العربية. وله العديد من المؤلفات والأبحاث المنشورة.

## سيرة
مواليد طرابلس - لبنان 1952، حاصل على اجازة في الفلسفة من الجامعة اللبنانية 1977، والدكتوراه الحلقة الثالثه. السوربون- باريس 1980

## نشاطه الثقافي
رأس زيادة المجلس الثقافي للبنان الشمالي 1984-1986، وشغل منصب مدير كلية الأداب والعلوم الإنسانية - الفرع الثالث- الجامعة اللبنانيه 1985-1987.
وعمل أستاذًا في معهد العلوم الاجتماعيه في الجامعة اللبنانية 1980-2007.
وفي العام 2007 شغل منصب سفير لبنان في القاهرة إلى العام 2016.
هو عضو في الجمعية اللبنانيه لعلم الاجتماع، والجمعية اللبنانيه للدراسات العثمانية، وزميل في معهد الدراسات المتقدمة - برلين.
على غير النطاق التقليدي للأداء الديبلوماسي بمفهومه التقليدي والذي يرتكز أساسا على العمل السياسي والديبلوماسي وفقط، فإن زيادة اهتم بالعلاقات الثقافية اللبنانية المصرية معتبرا إياها امتدادا طبيعيا للعلاقات التاريخية والمجتمعية والتي تربط البلدين.

### عمله البحثي
يواصل زيادة أعماله البحثية منذ العام 1978، حين كان لايزال طالباً يُعد أطروحته للدكتوراه، فقد عمل خلال تلك الفترة على تحقيق عدد من المؤلفات والرسائل التي يتصل بعضها بموضوع أطروحته التي ناقشها في جامعة السوربون – باريس عام 1980، وكانت بعنوان:
«المؤثرات الفرنسية على العثمانيين في القرن الثامن عشر». وقد صدرت عن دار الطليعة – بيروت عام 1981 بعنوان: «اكتشاف التقدم الأوروبي».
وكانت هذه الأطروحة بداية اهتمام زيادة بالعلاقات الإسلامية والعربية من جهة وبأوروبا والغرب من جهة أخرى. وقد سعى خلالها إلى رصد المؤثرات الأوربية المبكرة على العثمانيين منذ مطلع القرن الثامن عشر بعد أن أدركت السلطنة تفوق الأوروبيين في القوة العسكرية، فأخذ السلاطين العثمانيون يجرون إصلاحات تستهدف العلوم العسكرية بالدرجة الأولى، إلا أن محاولات الإصلاح اصطدمت بالقوى المحافظة وخصوصاً قوات الانكشارية ومؤسسة العلماء. وقد حدث في تلك الفترة تبدل في موقف العثمانيين المسلمين تجاه الأوروبيين المسيحيين، وبعد أن كان هذا الموقف يتسم بالتجاهل والاحتقار تحول إلى الإعجاب التدريجي بما أحرزته أوروبا من تقدم في العلوم والتقنيات والعمران والإدارة.

### النظرة الإسلامية إلى أوروبا
وقد حفز هذا التبدل زيادة على البحث عن جذور موقف المسلمين من أوروبا. وكتب في هذا المجال مؤلفه: «تطور النظرة الإسلامية إلى أوروبا»، الذي يعود فيه إلى القرن التاسع الميلادي حيث نعثر في بعض المؤلفات التاريخية والجغرافية على ذكر بقاع في أوروبا، واضطرد الأمر بمرور الحقبات وصولاً إلى الحرب الصليبية ومن بعدها إلى المراحل الحديثة والمعاصرة. ويرى أن النظرة الإسلامية انتقلت من الازدراء والاحتقار الذي اتسمت به خلال قرون طويلة من الزمن إلى الإعجاب بعد أن أنجزت أوروبا تقدمها في الميادين المختلفة، إلا أن هذا الإعجاب انقلب إلى عداء بعد المرحلة الاستعمارية. وقد كان هذا الكتاب الأول في مجاله، وبالرغم من ان العديد من المؤلفات التي كتبها عرب ومسلمون وأوروبيون قد عالجت وعرضت مواقف الأوروبيين والغربيين من الإسلام.
له العديد من الأبحاث في التاريخ الاجتماعي والثقافي إضافة إلى أعمال أدبية.

### لم يعد لأوروبا ما تقدمه للعرب
بقي موضوع العلاقة مع أوروبا موضع اهتمامه، وقد صدر له كتاب: «لم يعد لأوروبا ما تقدمه للعرب». وفيه يستعيد الجوار الفريد في التاريخ والجغرافيا الذي وضع العالم العربي وبالتالي الإسلامي على تماس مباشر بأوروبا. وكانت علاقة العالمين تتميز بالتبادل والصراع وصولاً إلى الفترة التي اجتاحت فيها أوروبا العالم كله واستعمرته. أن العرب منذ بداية القرن التاسع كانوا عرضة لتأثير أفكار الغرب، من أفكار الحرية والدستور إلى الأيديولوجيات القومية والاشتراكية وصولاً إلى الأصولية الإسلامية التي هي رد فعل على التحديات التي طرحتها أوروبا أمام العرب والمسلمين. إلا أن أوروبا لم تعد لديها أفكار كبرى. ويرى أن على العرب أن ينتجوا أفكارهم بالاستناد إلى تراث النهضة والإصلاح، وخصوصاً في مرحلة التحولات الراهنة.

### سجلات محكمة طرابلس الشرعية
في بداية عمله كأستاذ جامعي في معهد العلوم الاجتماعية، عكف مع عدد من زملائه على حفظ سجلات محكمة طرابلس الشرعية. وكانت ثمرة هذا الاهتمام نشر المجلد الأول من هذه السجلات مع وضع مقدمة شارحة. ومن جهته فقد أصدر ثلاثة كتب تعكس عمله على هذه السجلات،
- الأول هو: «الصورة التقليدية للمجتمع المديني، قراءة منهجية في سجلات محكمة طرابلس الشرعية». وفيه يبرز أهمية التعامل مع الوثائق التي تتضمنها كوحدة تعكس الحياة الاجتماعية من خلال استخدام مناهج البحث الاجتماعي والانتربولوجي.
- الثاني: "المصطلح الوثائقي وهو جهد معجمي للدخول في المفردات والمصطلحات المستخدمة في السجلات والتي هي بمثابة مفاتيح للدخول إلى عالم الوثائق.
- أما الثالث: «فهو دراسات في الوثائق الشرعية» ويضم دراسات استخدم فيها المناهج الاحصائية والمصطلحية والمقارنة. وتعتبر هذه الأعمال بمثابة مداخل منهجية إلى عالم الوثائق الشرعية.

### «الخسيس والنفيس»
في إطار دراسة المدينة الإسلامية من خلال التعرف على نظام السلطة الفقهية وكيفية عمله، نشر مجموعة من الدراسات ضمها في كتاب بعنوان «الخسيس والنفيس، الرقابة والفساد في المدينة الإسلامية». واعتمد في هذه الدراسات على الفئات الاجتماعية. كما اعتمد على كتب التاريخ لدى أمثال المؤرخ المقريزي، ولدى فقهاء السياسة الشرعية ليبين القصور في رصد الفساد والحد من استشرائه.

### الكاتب والسلطان
أحد المؤلفات الرئيسة في مسيرة خالد زيادة البحثية هو «الكاتب والسلطان، من الفقيه إلى المثقف». وبالرغم من أن هذا الكتاب يندرج في إطار البحث العام لعلاقة المثقف بالسلط، إلا أنه أراد أن يبعد معالجته عن فكرة التناقض بين المثقف والسلطة، أو خضوع المثقف وتبعيته للسلطة، وهما أمران قيميان لا علاقة لهما بموقع المثقف من السلطة، أو خضوع رجل العلم الاجتماعي، والآليات التي تحكم وظيفته ودوره. متجاوزاً بذلك الجدل الذي ثار حول المثقف العضوي والمثقف الملتزم والمثقف الثوري الخ.
كان المنطلق في هذا الكتاب هو دراسة الأجهزة والمؤسسات، من هنا العودة إلى مرحلة الانتقال من الدولة المملوكية وصعود دور العلماء إلى الدولة العثمانية مع ما أصاب المؤسسة الفقهية من اهتزاز وتقليص لدورها، ومرحلة الانتقال من القرن الثامن عشر إلى القرن التاسع عشر مع ما شهده من تأثير للتحديث على أجهزة العلماء وأجهزة الكتّأب في آن معاً.
وفي كلتا مرحلتي الانتقال المذكورتين، يتبين الفارق بين الوظيفة والدور، فإذا كان دور الفقيه هو إقامة الشعائر وإقامة أحكام الشريعة والتدريس والوعظ، فإن دوره ينخفض أو يصعد تبعاً للظروف والتحولات ومن هنا على سبيل المثال استدعاء العلماء في فترة الاحتلال الفرنسي للعب دوره في الحكم من خلال مجلس المشورة. والأمر ينطبق على الكتّأب الذين يقومون بوظيفة تسيير شؤون الدولة المالية والإدارية، إلا أن دورهم كشركاء في السلطة يظهر عند احتياج الدولة لهم في مواجهة الأزمات. وقد برز ذلك في مطلع القرن السابع عشر حين كانت الدولة تمر بأزمة مالية وإدارية، فحرر هؤلاء الكتّأب الرسائل التي تشخص الأزمة وترسم الحلول لها، وكذلك برز دورهم في القرن الثامن عشر حين أصبحوا دعاة للتحديث، إلا أن التحديث سيؤدي إلى اضمحلال وظيفة الكتاب، كما يؤدي إلى تقليص دور العلماء، الأمر الذي أتاح بروز شخصية جديدة هي المثقف.
الأمور التي أدت إلى بروز المثقف متعددة، أولاً: أدى التحديث إلى بروز وظيفة أو وظائف جديدة خلفتها المدارس المتخصصة والمعاهد العليا كالطب والحقوق، والإدارة المتوسعة التي تحتاج إلى خبراء يستندون إلى معارف حديثة – ثانياً: الأفكار الجديدة التي أطلقتها الثورة الفرنسية وخصوصاً فكرة الحرية والمساواة التي نجدهما في خط كلخانة 1839 التي نصت على المساواة بين الرعايا بغض النظر عن الدين، ثم فكرة الدستور التي تعني اختيار الرعايا لممثليهم وتقييد سلطة العاهل بالقوانين. وثالثاً: بروز رأي عام يقوده متنورون ومتعلمون يطالبون بحق الرعية المشاركة في تحديد معالم النظام أي ولادة السياسة التي تمثلت في نهاية القرن التاسع عشر بتشكيل الأحزاب السياسية على أيدي هؤلاء المثقفين.

### العلماء والفرنسيس
في سياق البحث عن موقع العلماء من التحولات السياسية، نشر كتاباً يضم دراسات حول عجائب الآثار للجبرتي، هو«العلماء والفرنسيس» الذي يبحث في أوضاع العلماء في مصر وموقعهم من أحداث عصرهم وصولاً إلى الحملة البونابرتية والتحديات التي واجهتهم كأعضاء في الديوان (الحكومة).

### أعمال سردية
بالإضافة إلى الأعمال البحثية نشر خالد زيادة أعمالاً سردية تتمثل في ثلاثة كتب هي: «يوم الجمعة يوم الأحد»، وقد ترجم إلى اللغات الإنكليزية والفرنسية والإسبانية والإيطالية والألمانية. ثم «حارات الأهل جادات اللهو» وترجم إلى الإنكليزية. ثم «بوابات المدينة والسور الوهمي». وقد صدرت الكتب الثلاثة في مجلد واحد عن دار الشروق بعنوان «مدينة على المتوسط». في هذه الثلاثية يستعيد سيرة المدينة (طرابلس)، في مراحل التحولات التي سببها التحديث العمراني، والتبدلات التي أحدثتها التبدلات السياسية والأيديولوجية. وبالرغم من الأسلوب الروائي الذي صاغ به هذه الثلاثية، إلا أنه اعتمد في كتابتها المنهج الانتربولوجي خصوصاً في استخدامه للثنائيات التي تكشف عن الجدليات التي كانت تضع الجمعة مقابل الأحد والدولة مقابل المدينة والبحر مقابل النهر.. الخ.
نشير إلى الرواية الوحيدة التي كتبها خالد زيادة، وهي «حكاية فيصل» وفيها يترك للأمير فيصل بن الحسين أن يتحدث بصوته عن تجربته في الثورة العربية التي هي عبارة عن تدافع الآمال والخيبات وسط اضطراب الرؤى واصطدام مصالح الدول، وسوء الفهم العميق ليس بين الأمير ووالده الشريف حسين، ولكن بين الأهواء المتعددة التي جمعت وفرقت أصحاب الثورة الواحدة التي جعلت حلم المملكة العربية أملاً مستحيلاً.

### تحقيقات
حقق ونشر زيادة العديد من الكتب والرسائل، أبرزها ثلاثة نصوص تعبر عن الإصلاح العثماني في القرن الثامن عشر، وهي نص رحلة السفير محمد جلبي من استامبول إلى باريس عام 1720، وقدم للنص بداية تشع أهمية في تعبيره عن أول مظاهر الانفتاح على المدنية الأوروبية. كما قارن بين رحلة السفير العثماني ورحلة الطهطاوي، اللتين تفصل بينهما مسافة تزيد على قرن من الزمن. كما تفصل بينهما ثلاث ثورات حققتها فرنسا، في ثلاثة ميادين: الفكر والصناعة والسياسة.
كما ترجم عن الفرنسية نصين كتبهما تركيان من إدارة السلطان المصلح سليم الثالث يعكسان تجربته في تحديث الإدارة والعسكرية.
ونشر كتابين عن الانقلاب الدستوري كتبهما عربيان هما سليمان البستاني ومحمد روحي الخالدي المؤيدان لهذا الانقلاب الذي بعث آنذاك الآمال بتحقيق الإصلاح.
كما نشر كتاب «الرسالة الحميدية في حقبة الديانة المحمدية»، للشيخ حسين الجسر. أول محاولة لمقارعة النظريات الحديثة التطورية والفيزيائية من وجهة نظر العقيدة الإسلامية.
كما نشر «رسالة الكلم الثمان» للشيخ حسين المرصفي، الذي شرح بعض المفردات الشائعة مثل الوطن والتربية. والتي اكتسبت معان جديدة بتأثير الأفكار الأوروبية.
يعتبر زيادة باحث في التاريخ الاجتماعي والثقافي وإذا كان قد ركز أعماله على الفترة الحديثة فإن شاغله الأساسي كان رصد التحولات التي طرأت على الأفكار والاتجاهات الاجتماعية والتي أصابت المؤسسات الإدارية والعلمية. ومن هنا اهتمامه بالعلاقة بين العالمين العربي والإسلامي من جهة وبين أوروبا، واعتباره بأن كل المظاهر الثقافية والسياسية والاجتماعية انما حدثت بتأثير هذه العلاقة التي ترجع إلى ما يزيد على قرنين من الزمن. إلا أن الانكباب على الفترة الحديثة لم يمنعه من العودة إلى التراث العربي الكلاسيكي التاريخي والفقهي، وهذا ما فعله حين أراد أن يرصد تطور النظرة الإسلامية إلى أوروبا، ذلك أن ترسبات النظرة التقليدية التي تميزت بالازدراء والتجاهل تمتزج مع الإعجاب المعاصر بما أنجزته أوروبا وما حققه الغرب في العلوم والتقنيات.
وكذلك فقد عاد إلى الحقبة الكلاسيكية للتعرف إلى الآليات التي تحكم علاقة السلطة بالمجتمع في المدينة الإسلامية وهو الأمر الذي سمح له أن يتعرف بشكل أعمق على مجتمع المدينة في الحقبة السابقة للتحديث من خلال قرائته المنهجية في سجلات المحكمة الشرعية، كذلك فإن بحثه في المؤسسات العلمية من خلال الغوص في جهاز العلماء وفي جسم الكتّأب، يرجع إلى تعرفه إلى آليات اشتغال جهاز العلماء من خلال معرفته لوثائق المحاكم الشرعية.
إن العديد من المؤلفات التي كتبها تتصل بالحقبة العثمانية، لكن خالد زيادة ليس باحثاً في التاريخ العثماني وإنما استخدم المراحل المتأخرة من التجارب العثمانية كميدان تطبيق لدراسة علاقات الإسلام بالغرب والتغيير التدريجي الذي طرأ على المؤسسات الإدارية والتعليمية وعلى ولادة الأفكار الجديدة.
وفي جميع ما كتبه هناك نوع من الابتكار، فهو أول من كتب بالعربية عن التجربة العثمانية المبكرة في الإصلاح، وأول من بحث في المؤسسات والأجهزة العلمية كسبيل للتعرف على ظهور المثقف العربي، وهو أول من حاول أن يرصد أصول النظرة الإسلامية إلى أوروبا. وفي الكتاب الذي نشره مؤخراً بعنوان لم يعد لأوروبا ما تقدمه للعرب، يصيغ فهماً جديداً لأصول الدولة العربية ويرى أن الأنظمة الأحادية التي حكمت العديد من الدول العربية خلال نصف القرن الماضي، إنما قامت في نفس البلدان التي شهدت تحكّم أمراء المماليك على حكم هذه البلدان لجهة ضعف القوى المحلية هي من نوع الأسباب التي سهلت انقضاض العسكر على السلطة.
ونستطيع أن نعتبر كتابه هذا حصيلة لجهوده البحثية وخصوصاً لجهة فكرته التي تفيد بان مرحلة تأثر العرب بالثقافة والفكر الغربيين قد وصل إلى خاتمته، لأن أوروبا والغرب لم يعد منتجاً للأفكار الكبرى التي غيرت العالم فيما مضى، وليس أمام العرب سوى أن ينتجوا أفكارهم التي تعينهم على مواجهة واقعهم والعالم في آن معاً.

### مصر في عيون العالم[10]
تعد مشاركة السفير اللبناني في فعاليات البرنامج الثقافي مصر في عيون العالم مسألة إيجابية للتبادل الثقافي بين كل من المجتمعين، وهو ما أكد عليه بوضوح من خلال الندوة التي حضرها بوزارة السياحة بعنوان مصر في عيون لبنانية والتي هي إحدى ندوات البرنامج الثقافي مصر في عيون العالم والتي أكد من خلالها على ضرورة وأهمية العلاقات الثقافية بين البلدين - حسبما صرح لوكالة أنباء الشرق الأوسط - كما عبر عن سعادته بالمشاركة بندوة مصر في عيون لبنانية باعتبارها خطوة جيدة في إطار تدعيم أواصر التعاون بين البلدين.

## المؤلفات
- تطور النظرة الإسلامية إلى أوروبا - الدار المصرية اللبنانية 2016. رياض الريس للكتب والنشر ـ بيروت 2010.
- لم يعد لأوروبا ما تقدمه للعرب. الدار المصرية اللبنانية 2015. الهيئة المصرية العامة للكتاب 2015. شرق الكتاب ـ بيروت 2013.
- الكاتب والسلطان، من الفقيه إلى المثقف.الدار المصرية اللبنانية ـ القاهرة 2013. منشورات رياض نجيب الريس ـ بيروت 1991.
- دراسات في الوثائق الشرعية. دار رؤية للنشر ـ القاهرة 2012.
- حكاية فيصل (رواية) . دار الشروق ـ القاهرة 2012. دار النهار ـ بيروت 1999.
- حارات الأهل جادّات اللهو. ترجمة إلى الإنكليزية، دار Palgrave Macmillan نيويورك 2011. دار النهار ـ بيروت 1995.
- المسلمون والحداثة الأوروبية. رؤية للنشر القاهرة 2010 (صدر عن دار الطليعة عام 1981 تحت عنوان اكتشاف التقدم الأوروبي)
- مدينة على المتوسط «ثلاثية». دار الشروق ـ القاهرة 2010.
- الخسيس والنفيس. الدار المصرية اللبنانية ـ القاهرة 2014.دار رياض نجيب الريس ـ بيروت 2008.
- العلماء والفرنسيس . دار رياض نجيب الريس ـ بيروت 2008.

- بوابات المدينة والسور الوهمي. دار النهار ـ بيروت 1997,2008.
- يوم الجمعة يوم الأحد . دار النهار ـ بيروت 1995,2008,1994. صدرت له ترجمات بالفرنسية والإيطالية والإسبانية والألمانية عن المؤسسة الأوروبية للثقافة 1996، وصدرت له ترجمة إنجليزية في أستراليا 2005.
- المصطلح الوثائقي . المجلس الأعلى للثقافة ـ القاهرة 2008. منشورات معهد العلوم الاجتماعية ـ الفرع الثالث 1986.
- الصورة التقليدية للمجتمع المديني ـ قراءة منهجية في سجلات محكمة طرابلس الشرعية. المجلس الأعلى للثقافة ـ القاهرة 2008 . منشورات معهد العلوم الاجتماعية ـ الفرع الثالث 1983.
- مصر الثقافة والهوية - المركز العربي للأبحاث ودراسة السياسات 2024.[11][12]

### تحقيق وتقديم وترجمة
- ترجمة وتحقيق وتقديم: سفارة نامة فرانسة، لمحمد جلبي افندي. رؤية 2014 -القاهرة.
- تقديم وتحقيق: رؤى وعبر، سيرة الشيخ حسين الجسر، للشيخ محمد الجسر. مكتبة مدبولي- القاهرة 2013.
- تقديم وتحقيق: عبرة وذكرى، الدولة العثمانية قبل الدستور وبعده، لسليمان البستاني. رؤية للنشر- القاهرة 2011. دار الطليعة بيروت 1978.
- تحقيق ودراسة: رسالة الكلم الثمان للشيخ حسين المرصفي، مكتبة مدبولي القاهرة 2011، دار الطليعة ـ بيروت 1982.
- تقديم: الرسالة الحميدية في حقيقة الديانة المحمدية للشيخ حسين الجسر. مكتبة مدبولي القاهرة 2010، المؤسسة الحديثة طرابلس 1986.
- ترجمة وتقديم: جدول التنظيمات الجديدة في الدولة العثمانية. رؤية للنشر.القاهرة 2010، جروس برس طرابلس 1986. نشر ضمن كتاب: المسلمون والحداثة الأوروبية.
- ترجمة وتقديم: نقد حالة الفن العسكري في القسطنطينية. رؤية للنشر- القاهرة 2010. المؤسسة العربية للدراسات والنشر 1979، نشر ضمن كتاب: المسلمون والحداثة الأوروبية.
- تقديم وتحقيق: ثلاث رحلات جزائرية إلى باريس، المؤسسة العربية للدراسات والنشر ـ بيروت 1979، دار السويدي للنشر ـ أبوظبي 2005، بيروت 1979 .
- تقديم: السجل الأول من سجلات محكمة طرابلس الشرعية .معهد العلوم الاجتماعيةـ الفرع الثالث 1982 (بالاشتراك مع عمر تدمري وفردريك معتوق)[13]

### حول أعماله
- خالد زيادة: مؤرخاً وأديبًا - منشورات دار آفاق للنشر والتوزيع، والصالون الثقافي العربي. القاهرة 2014

يضم هذا الكتاب وقائع الندوة التي اقامها الصالون الثقافي العربي في القاهرة حول كتاب الدكتور خالد زيادة «الكاتب والسلطان».
وقد شارك في الندوة كل من: د. يحيى الجمل- د. قيس العزاوي- د. مصطفى الفقي - د. صلاح فضل - د. جابر عصفور - د. السيد ياسين - أ. جورج إسحاق - أ. فريدة النقاش - أ.نبيل عبد الفتاح - د. أنور مغيث - د.محمد عفيفي - أ.سمير مرقص- أ. حلمي النمنم - د. شوقي جلال – أ. محمد رشاد – د. محمد السعيد ادريس.
كما ضم الكتاب عددا من المقالات والمراجعات حول أعمال د. خالد زيادة ومقابلات نشرت في العديد من الصحف العربية.